# 코소보의 행정 구역
다음은 코소보의 행정 구역에 관한 서술이다. 코소보는 7개의 구와 38개의 지방 자치체로 이루어져 있다.

## 같이 보기
- 코소보의 구